# Gbenga Akinnagbe
Gbenga Akinnagbe (Washington, 12 dicembre 1978) è un attore statunitense, noto per aver interpretato Chris Partlow nella serie televisiva The Wire e Yinka nella sitcom Barbershop.
Fra i film in cui ha recitato: La famiglia Savage (2007), Pelham 123 - Ostaggi in metropolitana (2009) e Fuori controllo (2010).

## Biografia
È nato da genitori nigeriani, il secondo di sei fratelli.
Ha iniziato la sua carriera di attore nel 2005.

## Filmografia

### Cinema
- La famiglia Savage (The Savages), regia di Tamara Jenkins (2007)
- Pelham 123 - Ostaggi in metropolitana (The Taking of Pelham 123) regia di Tony Scott (2009)
- Lottery Ticket, regia di Erik White (2009)
- The Somnambulist, regia di Rachel Grissom (2010)
- Fuori controllo (Edge of Darkness), regia di Martin Campbell (2010)
- Red & Blue Marbles, regia di Shaun Lapacek (2011)
- Overnight, regia di Valerie Breiman (2012)
- Home, regia di Jono Oliver (2013)
- Big Words, regia di Neil Drumming (2013)
- Mall, regia di Joe Hahn (2014)
- Phantom Halo, regia di Antonia Bogdanovich (2014)
- Fort Bliss, regia di Claudia Myers (2014)
- Knucklehead, regia di Ben Bowman (2015)
- Detour - Fuori controllo (Detour), regia di Christopher Smith (2016)
- Independence Day - Rigenerazione (Independence Day: Resurgence), regia di Roland Emmerich (2016)
- Detroit, regia di Kathryn Bigelow (2017)
- Il sole è anche una stella (The Sun Is Also a Star), regia di Ry Russo-Young (2019)
- Due donne - Passing (Passing), regia di Rebecca Hall (2021)
- Città d'asfalto (Black Flies), regia di Jean-Stéphane Sauvaire (2023)

### Televisione
- The Wire – serie TV, 30 episodi (2002-2008)
- Barbershop – serie TV, 10 episodi (2005-2006)
- Conviction – serie TV, 2 episodi (2006)
- Numb3rs – serie TV, episodio 3x16 (2007)
- Cold Case - Delitti irrisolti (Cold Case)– serie TV, episodio 6x10 (2008)
- Fringe – serie TV, episodio 1x12 (2009)
- Law & Order - Unità vittime speciali (Law & Order: Special Victims Unit) – serie TV, 3 episodi (2009-2014)
- Dark Blue – serie TV, episodio 1x05 (2009)
- Maggie Hill – film TV, regia di Stephen Hopkins (2009)
- The Good Wife – serie TV, 7 episodi (2010-2015)
- Blue Bloods – serie TV, episodio 1x20 (2011)
- Nurse Jackie – serie TV, 8 episodi (2011-2012)
- Chase – serie TV, episodio 1x17 (2011)
- Brooklyn Shakara – serie TV, episodio 1x01 (2011)
- A Gifted Man – serie TV, 2 episodi (2011)
- The Unknown – serie TV, episodio 1x04 (2012)
- Damages – serie TV, 4 episodi (2012)
- Elementary – serie TV, episodio 1x10 (2012)
- The Funtime Gang – film TV, regia di Neil Mahoney (2013)
- Graceland  – serie TV, 8 episodio (2013)
- 24: Live Another Day – serie TV, 12 episodi (2014)
- The Following – serie TV, 11 episodi (2015)
- Limitless – serie TV, 2 episodi (2015-2016)
- Madam Secretary – serie TV, episodio 2x19 (2016)
- Mercy Street – serie TV, episodio 2x06 (2017)
- The Deuce - La via del porno – serie TV, 17 episodi (2017-2018)
- Evil – serie TV, episodio 1x12 (2020)
- FBI: Most Wanted – serie TV, episodio 2x12 (2021)
- Modern Love – serie TV, episodio 2x02 (2021)
- Wu-Tang: An American Saga – serie TV, 3 episodi (2021)

## Doppiatori italiani
Nelle versioni in italiano delle opere in cui ha recitato, Gbenga Akinnagbe è stato doppiato da:
- Fabrizio Vidale ne La famiglia Savage, 24: Live Another Day
- Roberto Gammino in Barbershop,  The Deuce - la via del porno
- Massimo De Ambrosis in Detroit, The Old Man
- Alessandro Quarta in Cold Case - Delitti irrisolti
- Carlo Scipioni in Fringe
- Mauro Magliozzi in Law & Order - Unità vittime speciali (ep. 15x11)
- Dario Oppido ne Il sole è anche una stella
- Fabio Boccanera in The Good Wife
- Roberto Draghetti in Fuori controllo
- Francesco Pezzulli in Blue Bloods
- Massimiliano Plinio in The Following
- Giuliano Bonetto in Detour - Fuori controllo
- Nanni Baldini in Modern Love
- Andrea Checchi in Due donne - Passing
- Davide Albano in FBI: Most Wanted
- Andrea Lavagnino in Città d'asfalto